# Campeonato del País Vasco de Trainerillas
El Campeonato del País Vasco de Trainerillas es una competición que se celebra todos los años entre las trainerillas de los clubes de remo federados del País Vasco, organizada por la Federación Vasca de Remo.

## Palmarés
| Año  |                   |                      |                   |
| ---- | ----------------- | -------------------- | ----------------- |
| 1978 | Koxtape(San Juan) | Kaiku                | Santurce          |
| 1979 | Kaiku             | Koxtape(San Juan)    | Ciérvana          |
| 1980 | Koxtape(San Juan) | Algorta              | Fuenterrabía      |
| 1981 | Algorta           | Kaiku                | Portugalete       |
| 1982 | Kaiku             | ?                    | ?                 |
| 1983 | Kaiku             | Zumaya               | Ciérvana          |
| 1984 | Mundaca           | Zumaya               | Guetaria          |
| 1985 | Orio              | Kaiku                | Guetaria          |
| 1986 | Zumaya            | San Pedro            | Koxtape(San Juan) |
| 1987 | Zumaya            | Ciérvana             | Donostia          |
| 1988 | San Pedro         | Donostia             | Ciérvana          |
| 1989 | San Pedro         | Ciérvana             | Arcote            |
| 1990 | Ciérvana          | Koxtape(San Juan)    | San Pedro         |
| 1991 | Orio              | Koxtape(San Juan)    | Ciérvana          |
| 1992 | Orio              | Donibaneko           | Santurce          |
| 1993 | Orio              | Donibaneko           | Ondárroa          |
| 1994 | Ondárroa          | Donibaneko           | Santurce          |
| 1995 | Orio              | Ondárroa             | Santurce          |
| 1996 | Orio              | Ondárroa             | Guetaria          |
| 1997 | Orio              | Donibaneko           | Fuenterrabía      |
| 1998 | Orio              | ?                    | ?                 |
| 1999 | Donibaneko        | ?                    | ?                 |
| 2000 | Bermeo            | Donostia Arraun Lag. | Orio              |
| 2001 | Bermeo            | Santurce             | Donibaneko        |
| 2002 | Bermeo            | Donostia Arraun Lag. | Orio              |
| 2003 | Isuntza           | Fuenterrabía         | Bermeo            |
| 2004 | Bermeo            | Elanchove-Arcote     | San Juan          |
| 2005 | Fuenterrabía      | Orio                 | Arcote            |
| 2006 | Zarauz            | Bermeo               | Orio              |
| 2007 | Bermeo            | Zarauz               | Fuenterrabía      |
| 2008 | Zarauz            | Bermeo               | Kaiku             |
| 2009 | Kaiku             | Bermeo               | Orio              |
| 2010 | Kaiku             | Orio                 | Fuenterrabía      |
| 2011 | Bermeo            | Kaiku                | San Juan          |
| 2012 | Kaiku             | Bermeo               | San Juan          |
| 2013 | Kaiku             | San Juan             | Bermeo            |
| 2014 | Bermeo            | Ciérvana             | San Juan          |
| 2015 | Kaiku             | Bermeo               | Ciérvana          |
| 2016 | Ciérvana          | Bermeo               | Kaiku             |
| 2017 | Ciérvana          | Bermeo               | Fuenterrabía      |
| 2018 | Bermeo            | Ciérvana             | Orio              |
| 2019 | Ciérvana          | Orio                 | Santurce          |
| 2021 | Santurce          | Ciérvana             | Bermeo            |